# Los Cabos
Los Cabos è uno dei 5 comuni dello stato della Bassa California del Sud (Messico); si estende per un'area di 3.451,51 km² con una popolazione di 164.162 abitanti secondo il censimento del 2005. Confina: a Nord e a Nord-Ovest con il comune di La Paz, a est e a sud con il Golfo di California e a ovest con l'Oceano Pacifico. A capo del comune c'è la città di San José del Cabo.
Nel 2012 si è svolto il settimo summit dei Paesi del G20.

## Località principali
- Cabo San Lucas con 37.984 abitanti
- Colonia del Sol con 10.159 abitanti
- Las Veredas con 3.888 abitanti
- Col. Los Cangrejos con 3.451 abitanti
- San José Viejo con 3.090 abitanti
- La Ribera con 1.527 abitanti

## Località balneari
Sotto la giurisdizione di questo comune ci sono molte località balneari tra le più famose del Messico che insieme vengono chiamate Costa d'Oro del Messico e sono:
- playa de Los Frailes
- playa Buena Vista
- playa Agua Caliente
- Cabo San Lucas
- puerto Chileno
- playa Punta Coloradatodas

## Cronologia dei governatori
| Governatore del comune          | Periodo   |
| ------------------------------- | --------- |
| Héctor Palacios Avilés          | 1981-1984 |
| Francisco Palacios Ceseña       | 1984-1987 |
| León Cota Collins               | 1987-1990 |
| Manuel Salvador Castro Castro   | 1990-1993 |
| Miguel Ángel Olacea Palacios    | 1993-1996 |
| Narciso Agundez Montaño         | 1999-2002 |
| C.P. Ulises Omar Ceseña Montaño | 2002-2005 |
| Luis Armando Díaz               | 2005-2008 |

## Los Cabos nei mezzi di comunicazione di massa
- Qui è stato girato il video ufficiale del singolo Olé di John Newman, pubblicato l'8 luglio 2016.
- Nel 2007 è stato girato il film-commedia statunitense, Lo spaccacuori, con Ben Stiller.

## Galleria d'immagini

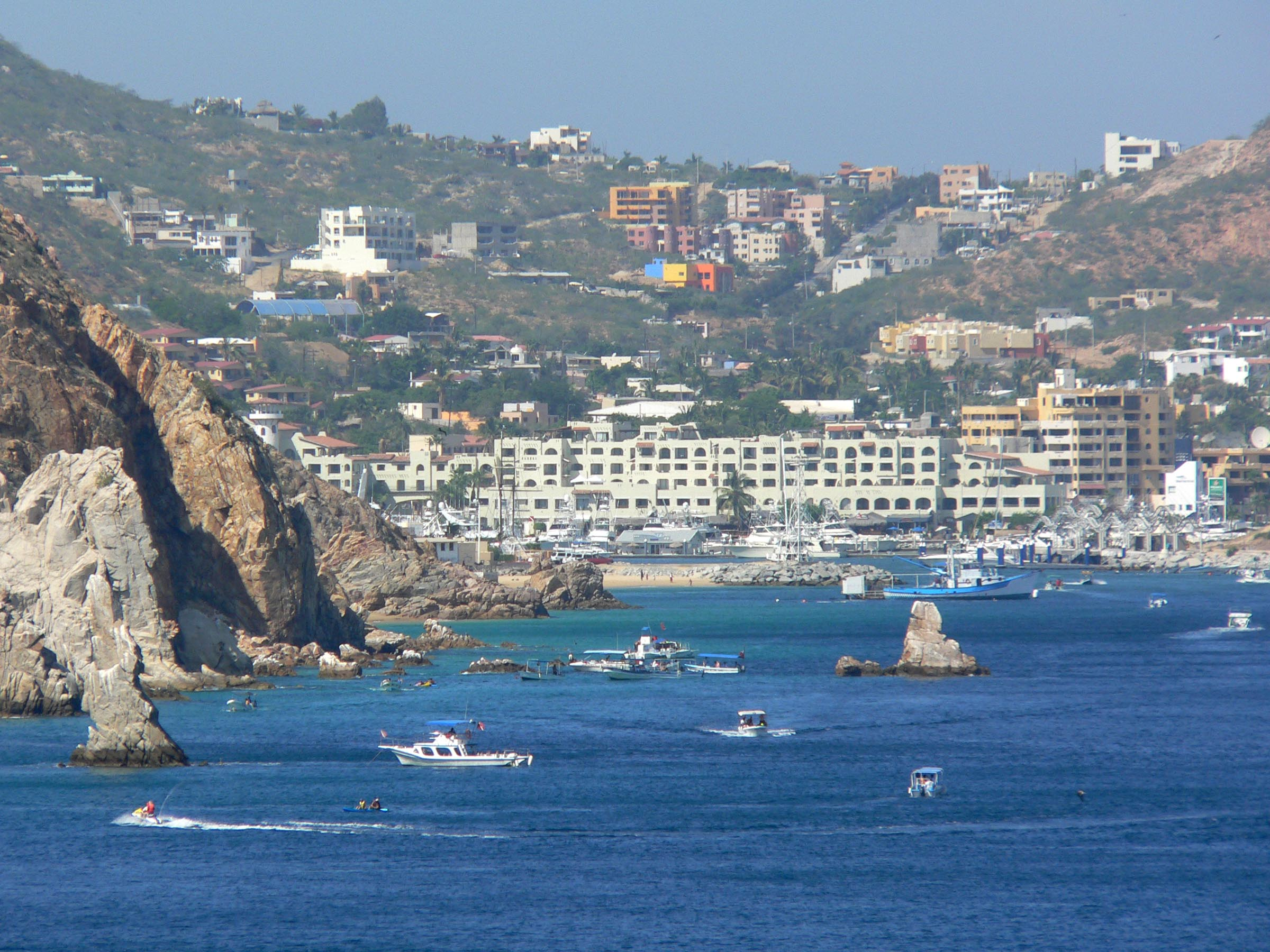
Baia di Capo San Lucas
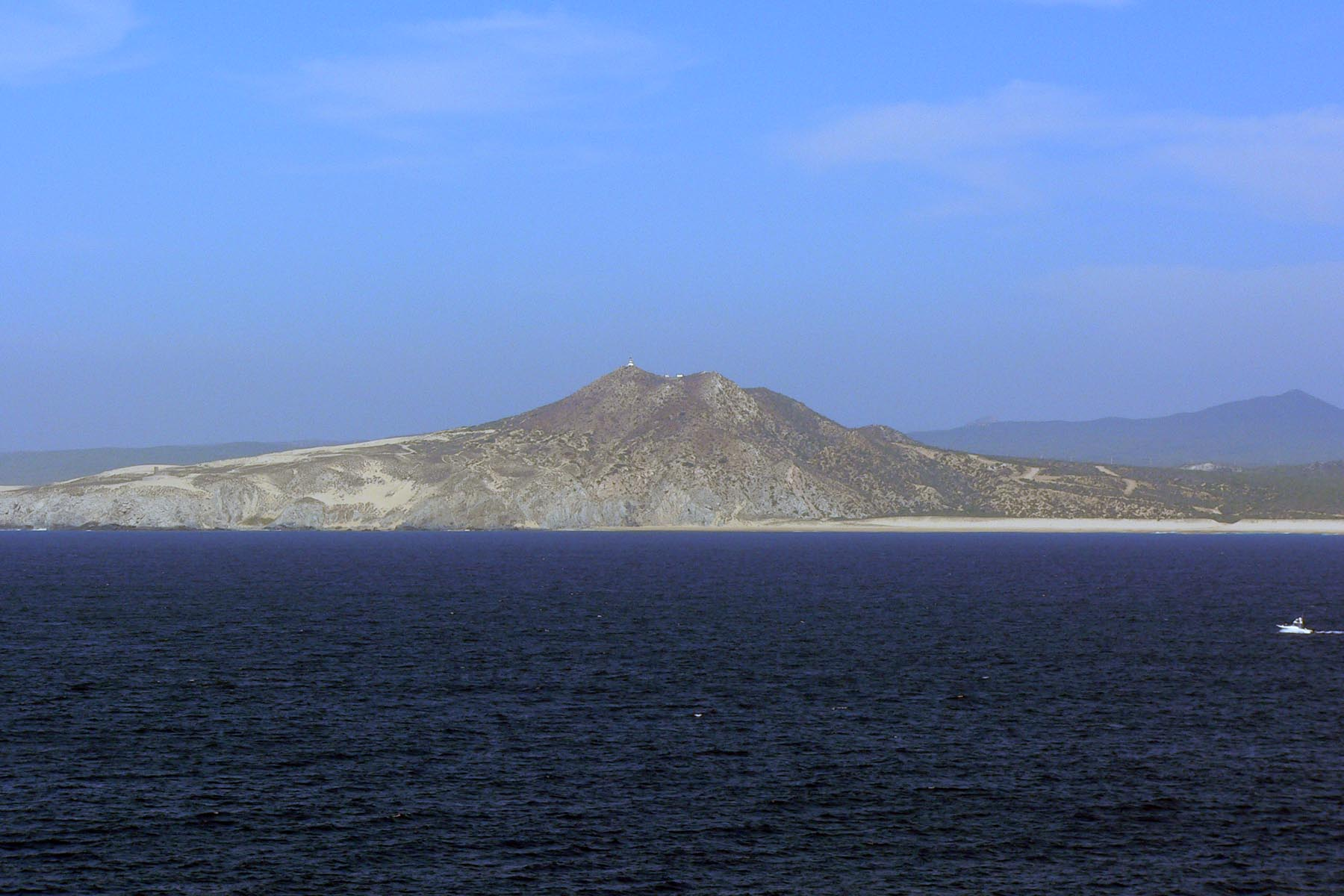
Baia di Capo Falso
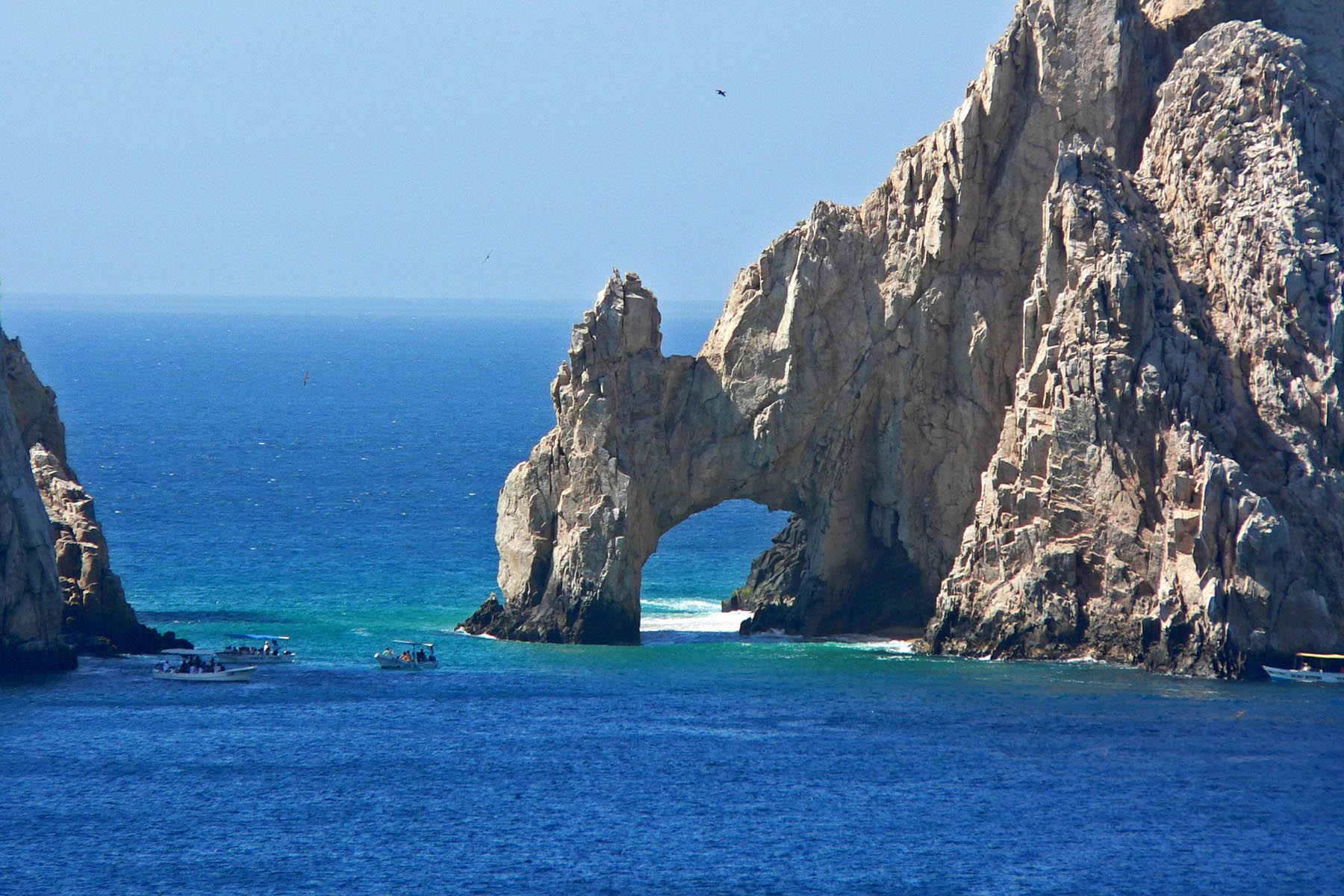
Baia di Capo San Lucas "gli archi"
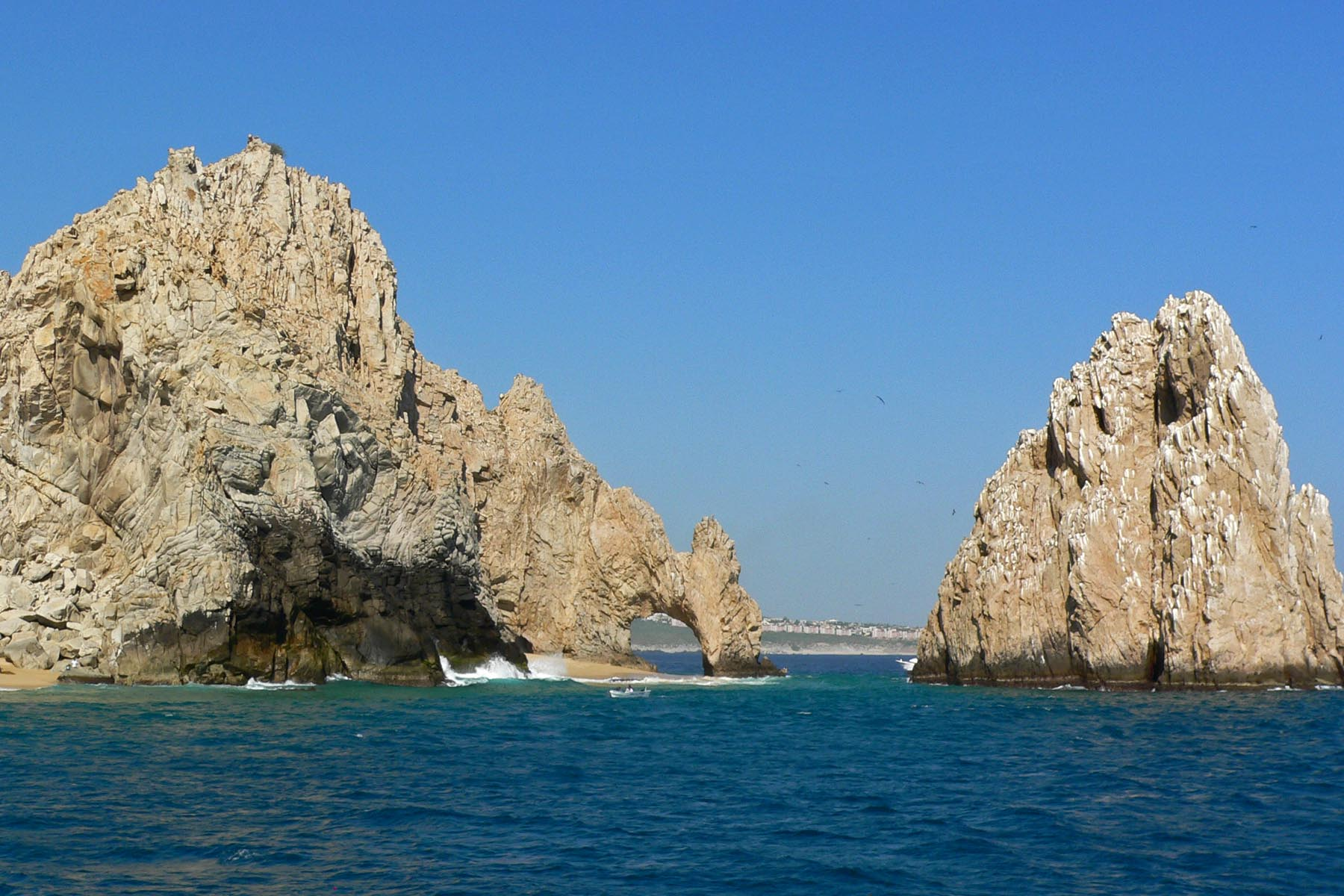
Baia di Capo San Lucas "gli archi"
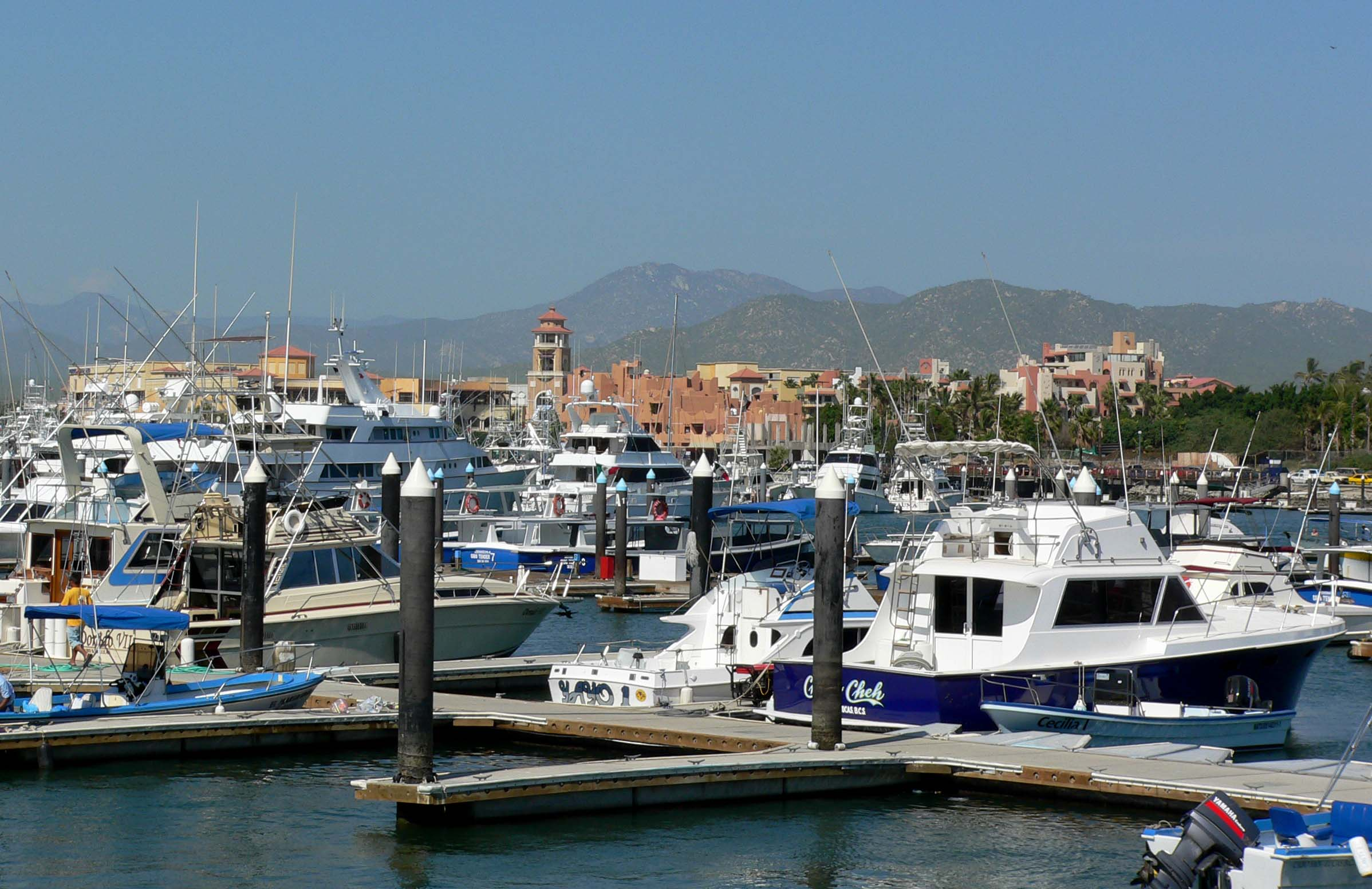
Baia di Capo San Lucas, vista porto
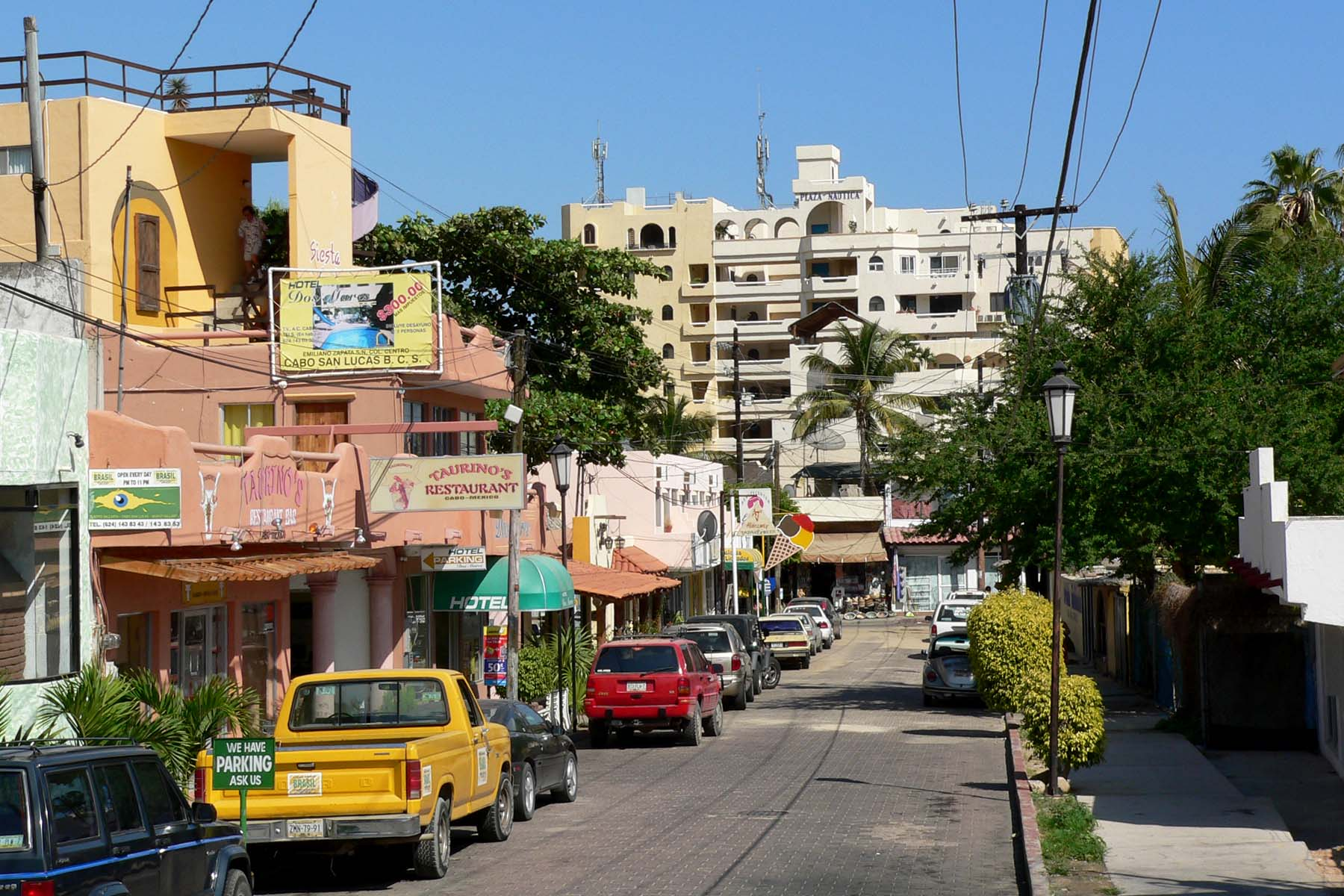
Baia di Capo San Lucas, strada
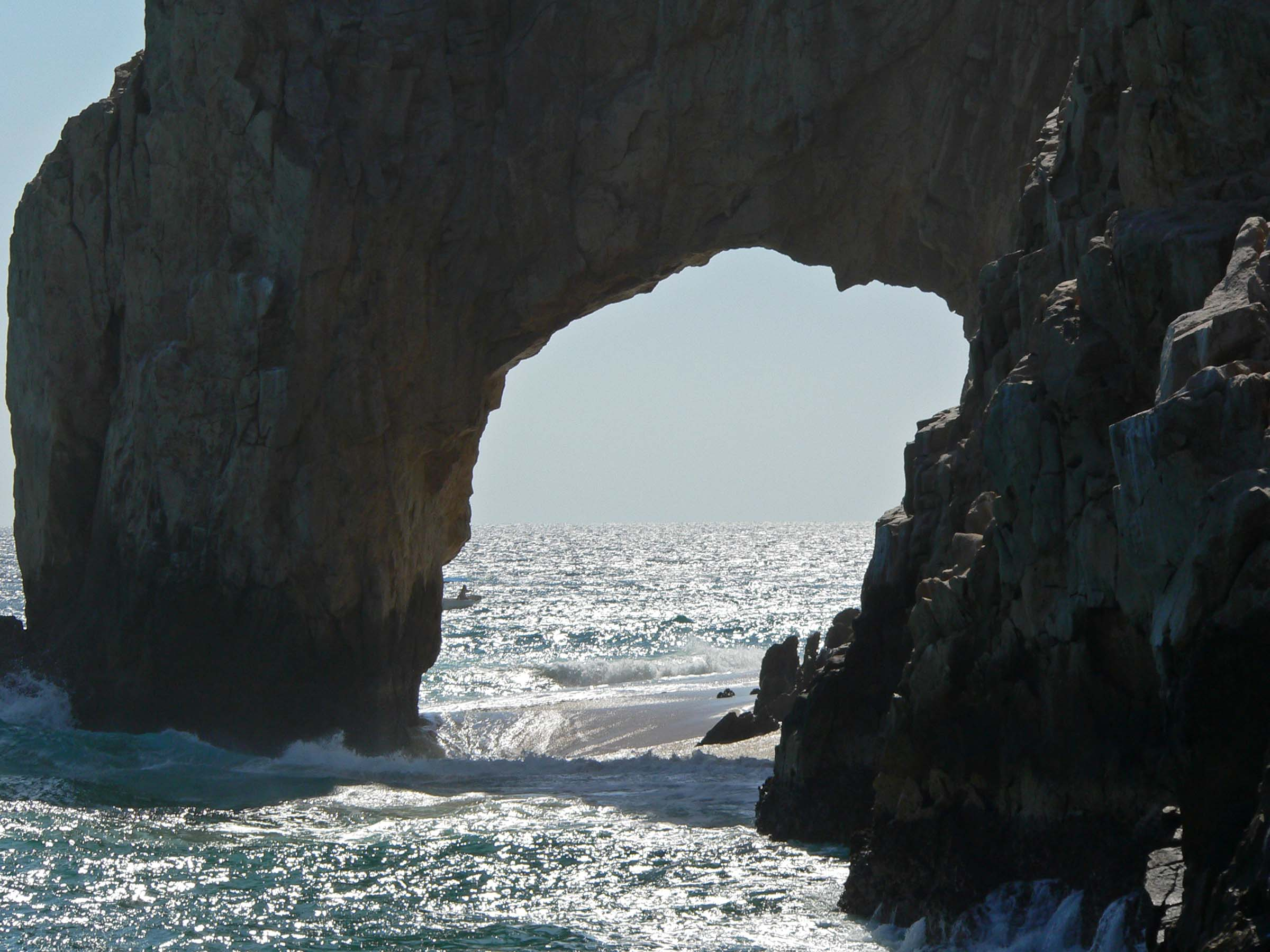
Baia di Capo San Lucas, "un arco"
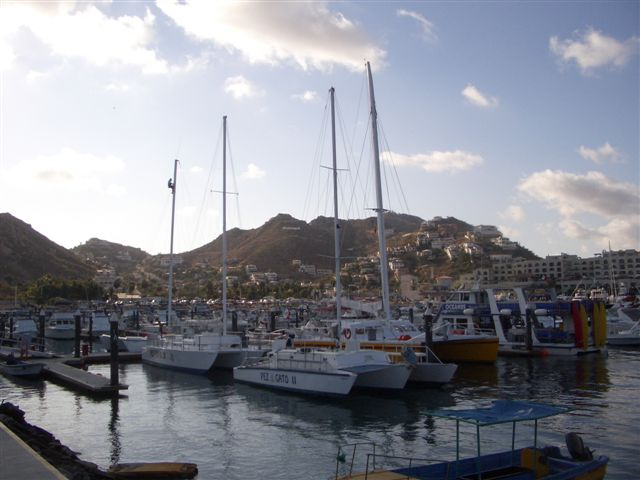
Baia di Capo San Lucas, vista porto